# マイク・ディーン

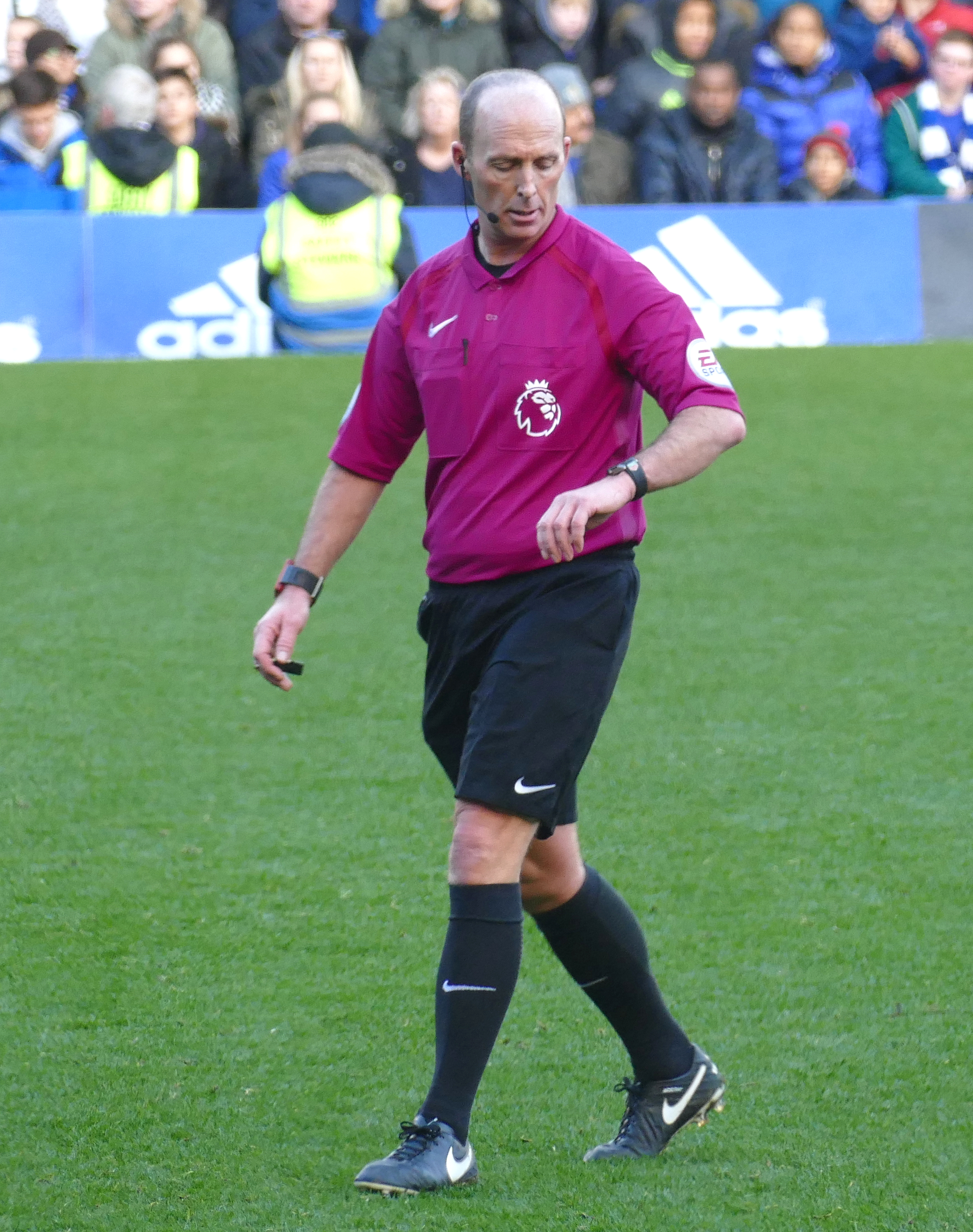
2016年のマイク・ディーン

マイク・ディーン（Michael Leslie Dean、1968年6月2日 - ）は、イングランド・チェシャー出身のサッカー審判員。チェシャー・カントリー・フットボール・アソシエーションに所属している。トレンメア・ローヴァーズFCのサポーターである。

## 経歴
2000年からセレクト・グループ・レフェリーに昇格、プレミアリーグで主審を務めるようになった。
2003年からはFIFAの国際主審を務めている。
2004年のFAコミュニティ・シールド、アーセナルFC対マンチェスター・ユナイテッド戦（3-1でアーセナルの勝利）の主審を務めた。同年のFAカップ決勝の主審も務める等大舞台も経験。
2010年4月、誤審を理由にチャンピオンシップへの降格処分を受ける。
2017年1月、度重なる誤審を理由にチャンピオンシップへの降格処分を受ける。
2022年からVAR専任の審判員となった。

## 話題となった判定
2010年4月3日に行われたマンチェスター・ユナイテッド対チェルシーFC戦において、ユナイテッドの朴智星がペナルティエリア内でチェルシーのユーリ・ジルコフに足を掛けられて倒されたがペナルティキックを取らなかった。ディーンはサイモン・バック副審とともに降格処分を受けた。
2012年12月26日に行われたマンチェスター・ユナイテッド対ニューカッスル・ユナイテッド戦においてマンチェスター・ユナイテッドのジョニー・エバンスがオウンゴールした際、一旦は副審がオフサイドの判断を出したが、ディーンの判断でオウンゴールを認めた。なお、マンチェスター・ユナイテッドのアレックス・ファーガソン監督が激しく抗議したが、オウンゴールの判定のままだった。
2014年1月13日に行われたアーセナルFC対マンチェスター・シティFC戦において、アーセナルのジャック・ウィルシャーに対して危険なタックルをしたということで、シティのヴァンサン・コンパニに一発レッドカードを提示したが、後日、FAがマンチェスター・シティの異議申し立てを認めたためコンパニの出場停止処分が取り消された。
2015年9月19日にはアーセナルFC対チェルシーFCとのダービーマッチにおいて、チェルシーのジエゴ・コスタが競り合いの中でアーセナルのローラン・コシールニーの顔面を叩くと、ガブリエル・パウリスタが詰め寄り、小競り合いになった。そこでディーン主審は、ジエゴ・コスタとガブリエルにイエローカードを提示。直後にガブリエルがジエゴ・コスタを足の裏で蹴ったとしてレッドカードを提示した。その後、後半にはサンティ・カソルラがこの日2枚目の警告で退場し、9人での戦いを強いられたアーセナルは、0-2で完敗を喫した。一連の騒動において引き金となったジエゴ・コスタの挑発行為やコシエルニーへの暴力行為を見逃してアーセナル側にだけ退場処分を下したため、これに激怒したアーセナルサポーターは、同氏が二度とアーセナル戦で笛を吹かないよう署名運動を行った。なお、FAは、後日、ジエゴ・コスタに対して3試合の出場停止処分を下し、アーセナル側の抗議を受けてガブリエルの退場による出場停止処分を撤回した。
2017年12月31日、WBA対アーセナルFCの試合においてアーセナルのキーラン・ギブスがボックス内で浮かしたボールが味方のカラム・チャンバースの腕に当たると、ディーン主審はチャンバースのハンドと判断し、WBAにPKを与えた。通常、至近距離から接触回避不可能なボールが腕に当たった場合、意図的な動きがなければ、ハンドが取られない規則となっているため、アーセナル側は猛抗議をしたが判定は覆らなかった。結局、このPKが決まり試合はドローとなった。この判定に激怒したアーセナルの監督アーセン・ベンゲルは、ディーン主審を怒鳴り散らして悪態をつき、それでも怒りの収まらない同指揮官は、ロッカールームに引き揚げた後、レフェリーの控室に乗り込んで罵倒するなどした。これについてFAは、ベンゲル監督に対して、3試合のベンチ入り禁止処分と4万ポンドの罰金を科した。しかし後日、ディーン主審は、この判定が誤りであったことを自ら認めた。

## 逸話

### 試合中のリアクション
高い中立性を求められる審判にもかかわらず、ディーンは時折、感情がわかるようなリアクションを見せることがある。2012年4月のアーセナルFC対トッテナム・ホットスパーFC戦においてスパーズのルイ・サハのシュートがアーセナルのディフェンダーにぶつかりコースが変わってそのままゴールした際に飛び上がって喜ぶような反応を見せた。
2014年1月、FAカップでのマンチェスター・ユナイテッドFC対スウォンジー・シティAFC戦においてユナイテッドのファールを流してスウォンジーの攻撃を続行させたが、すぐにスウォンジーはボールを失った。その際にディーンは残念がるように天を仰いだ。
2015年11月2日、トッテナム・ホットスパーFC対アストン・ヴィラFC戦においてスパーズのムサ・デンベレが先制点を決めた際、ディーン主審はアドバンテージをとって手を上げていたが、そのままの仕草で体を回転させて掲げている拳を握った姿がガッツポーズをしているように見えるとして再び話題となった。

## 統計
| シーズン | 試合 | 全  | 平均 | 全 | 平均 |
| -------- | ---- | --- | ---- | -- | ---- |
| 1997/98  | 30   | 83  | 2.77 | 5  | 0.17 |
| 1998/99  | 38   | 96  | 2.53 | 4  | 0.11 |
| 1999/00  | 39   | 90  | 2.31 | 10 | 0.26 |
| 2000/01  | 37   | 106 | 2.86 | 4  | 0.11 |
| 2001/02  | 35   | 108 | 3.09 | 8  | 0.23 |
| 2002/03  | 36   | 155 | 4.31 | 9  | 0.25 |
| 2003/04  | 38   | 98  | 2.58 | 9  | 0.24 |
| 2004/05  | 24   | 66  | 2.75 | 7  | 0.29 |
| 2005/06  | 41   | 134 | 3.27 | 10 | 0.24 |
| 2006/07  | 43   | 173 | 4.02 | 16 | 0.37 |
| 2007/08  | 45   | 154 | 3.42 | 10 | 0.22 |
| 2008/09  | 44   | 156 | 3.55 | 12 | 0.27 |
| 2009/10  | 43   | 148 | 3.44 | 7  | 0.16 |
| 2010/11  | 43   | 147 | 3.42 | 7  | 0.16 |
| 2011/12  | 43   | 146 | 3.40 | 5  | 0.12 |
| 2012/13  | 40   | 143 | 3.58 | 4  | 0.10 |

全コンペティションの統計を用いています。1997/98以前のデータはありません。